# Spio malmgreni
Spio malmgreni är en ringmaskart som beskrevs av Sikorski in Jirkov 200. Spio malmgreni ingår i släktet Spio och familjen Spionidae. Inga underarter finns listade i Catalogue of Life.